# Милошевич, Цвиян
Цвиян Милошевич (серб. Cvijan Milošević / Цвијан Милошевић, родился 27 октября 1963 года в Тузле) — югославский футболист, выступавший на позиции полузащитника.

## Биография
Начинал карьеру в тузланском клубе «Слобода», где был одним из ведущих плеймейкеров на протяжении 10 лет в Югославской Первой лиге. В январе 1990 года переехал в Бельгию, где играл за команды Первого дивизиона («Льеж», «Антверпен», «Жерминаль Экерен» и «Вестерло»). В составе сборной Югославии единственный матч провёл 24 августа 1988 года в Люцерне против Швейцарии. В составе олимпийской сборной сыграл 2 матча на олимпиаде в Сеуле в групповом этапе, а его сборная из группы сенсационно не вышла, пропустив вперёд Бразилию и Австралию.
После завершения карьеры занялся предпринимательской деятельностью. Сын — Дени, играет за футбольный клуб «Коньяспор» и сборную Боснии и Герцеговины.